# Abbazia di Kellenried

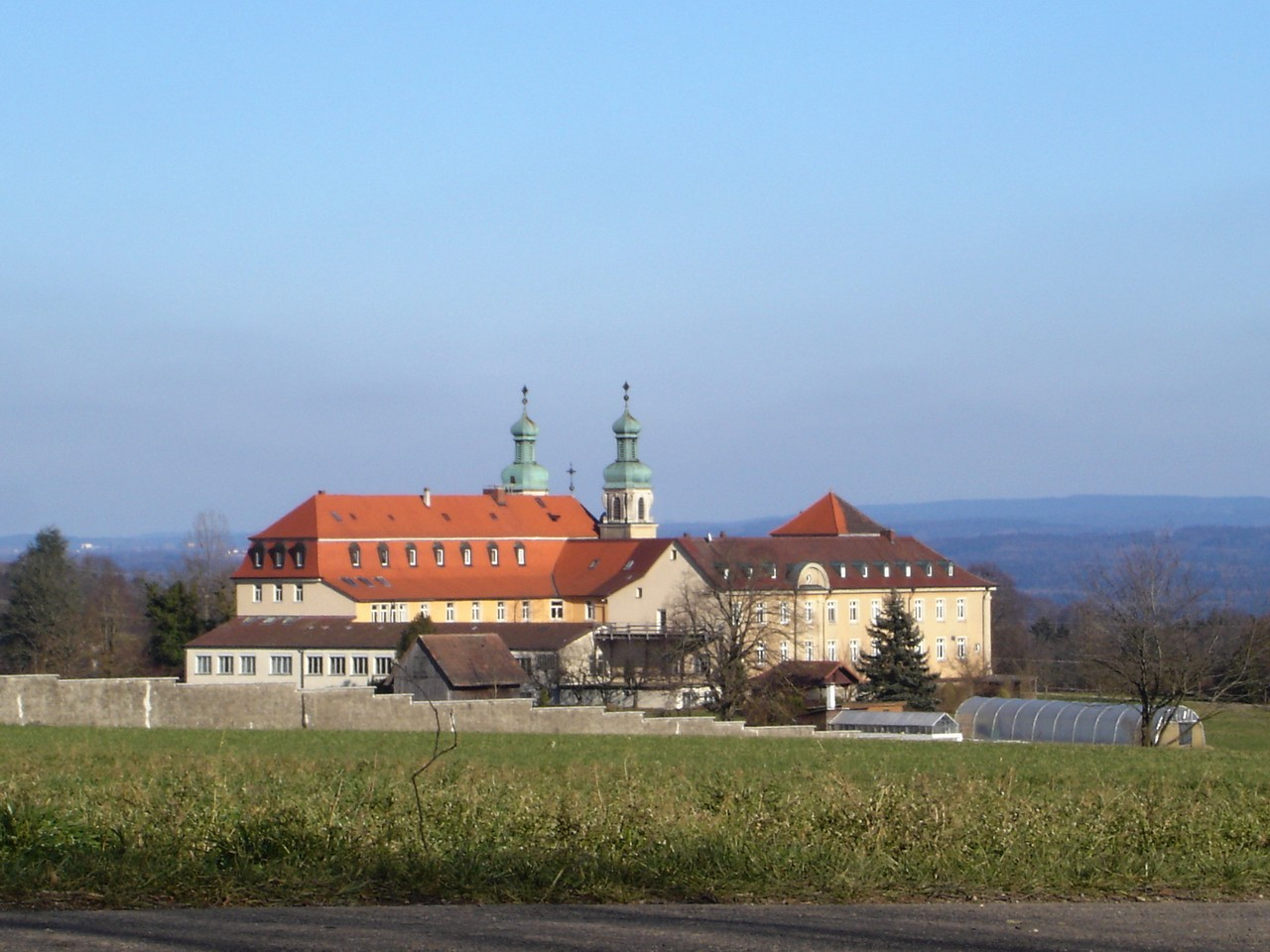
L'abbazia di Kellenried

L'abbazia di Kellenried (in tedesco Abtei St. Erentraud) dedicata a Sant'Erentrude è un monastero femminile benedettino sito a Berg nel distretto di Tubinga, nel Baden-Württemberg, in Germania.
L'abbazia fu fondata nel 1924 da un gruppo di suore austriache provenienti dall'Abbazia di Bertholdstein in Stiria e dal Convento di Sant'Emma in Carinzia. La chiesa abbaziale fu costruita in stile neobarocco da Adolf Lorenz. Fa parte della Congregazione di Beuron.